# Giuliano da Maiano
Giuliano da Maiano (teilweise auch Giuliano da Majano geschrieben, * 1432 in Maiano (heute Teil der Gemeinde Fiesole); † 17. Oktober 1490 in Neapel) war ein italienischer Architekt, Bildhauer und Kunstschreiner.

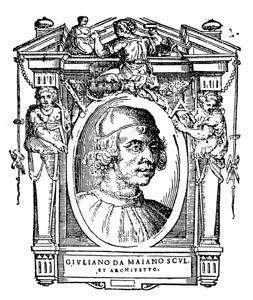
Bildnis des Giuliano da Maiano aus den Vite des Vasari

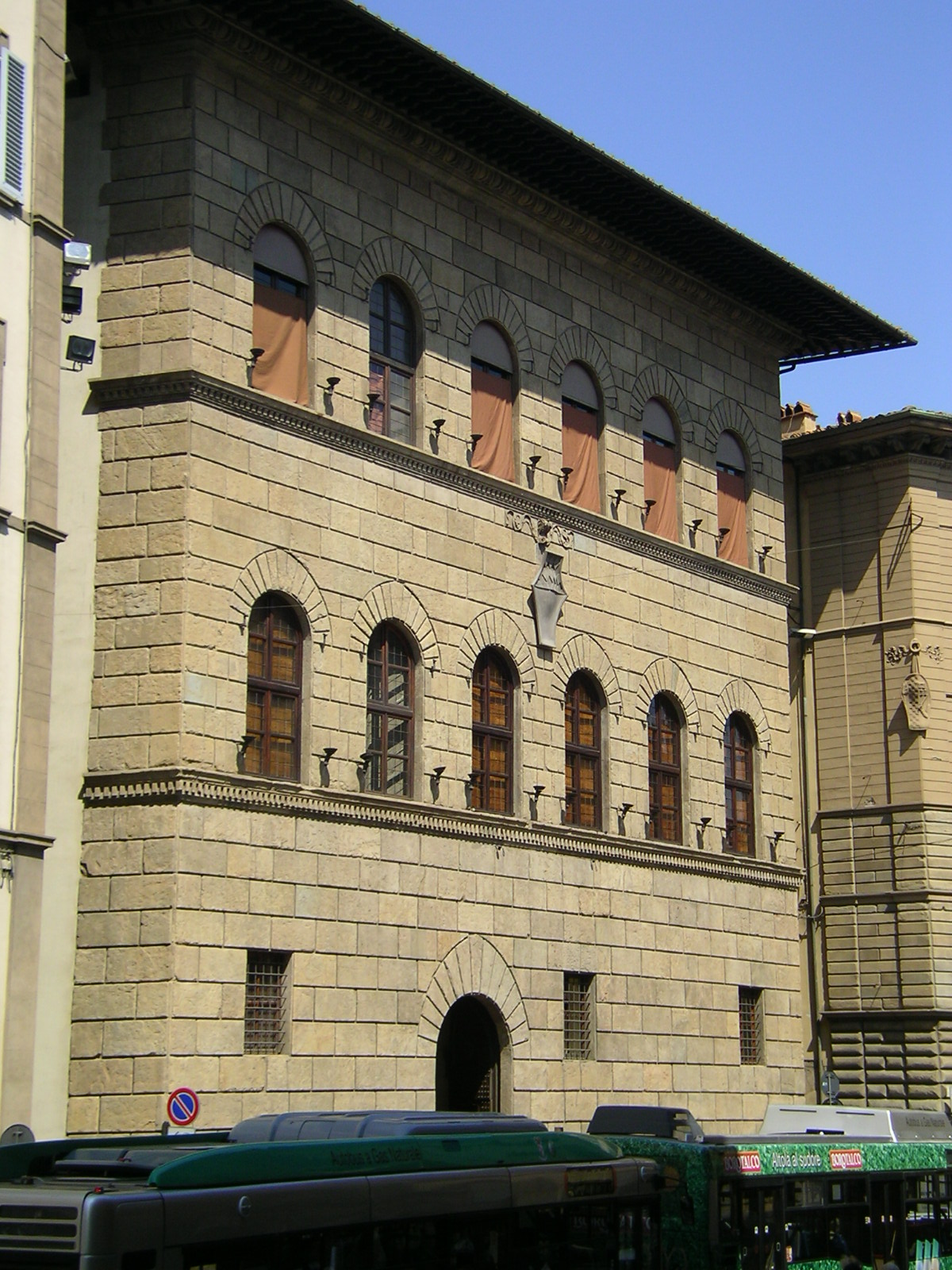
Der Palazzo Antinori in Florenz

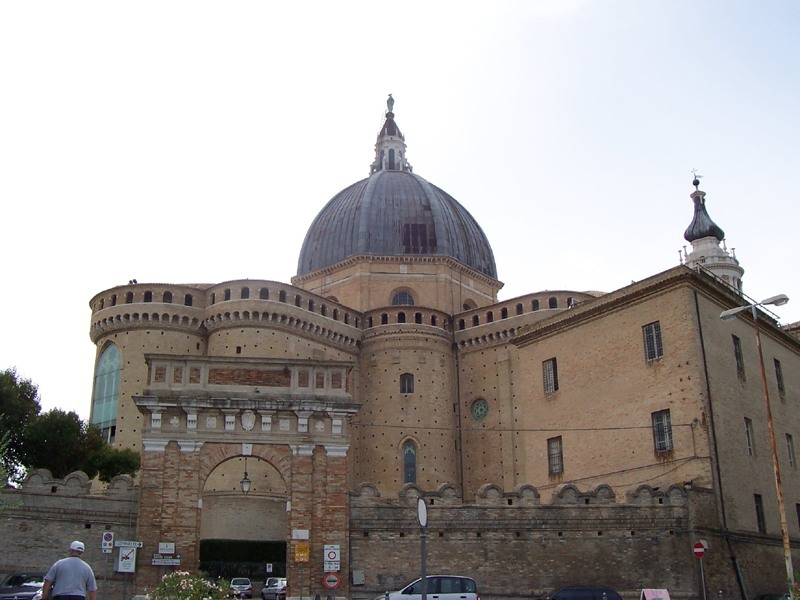
Das Santuario della Santa Casa in Loreto

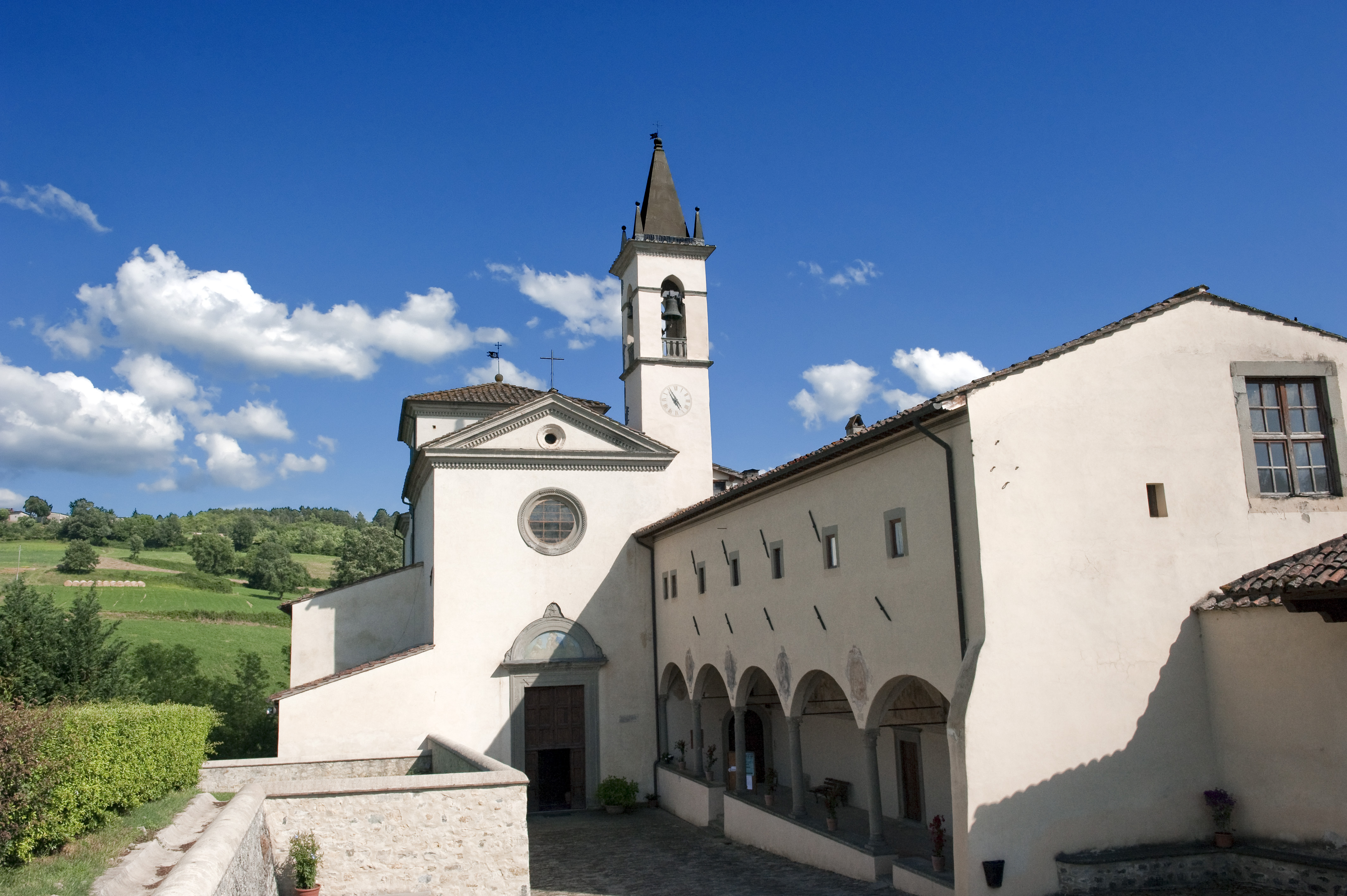
Das Santuario di Santa Maria del Sasso in Bibbiena

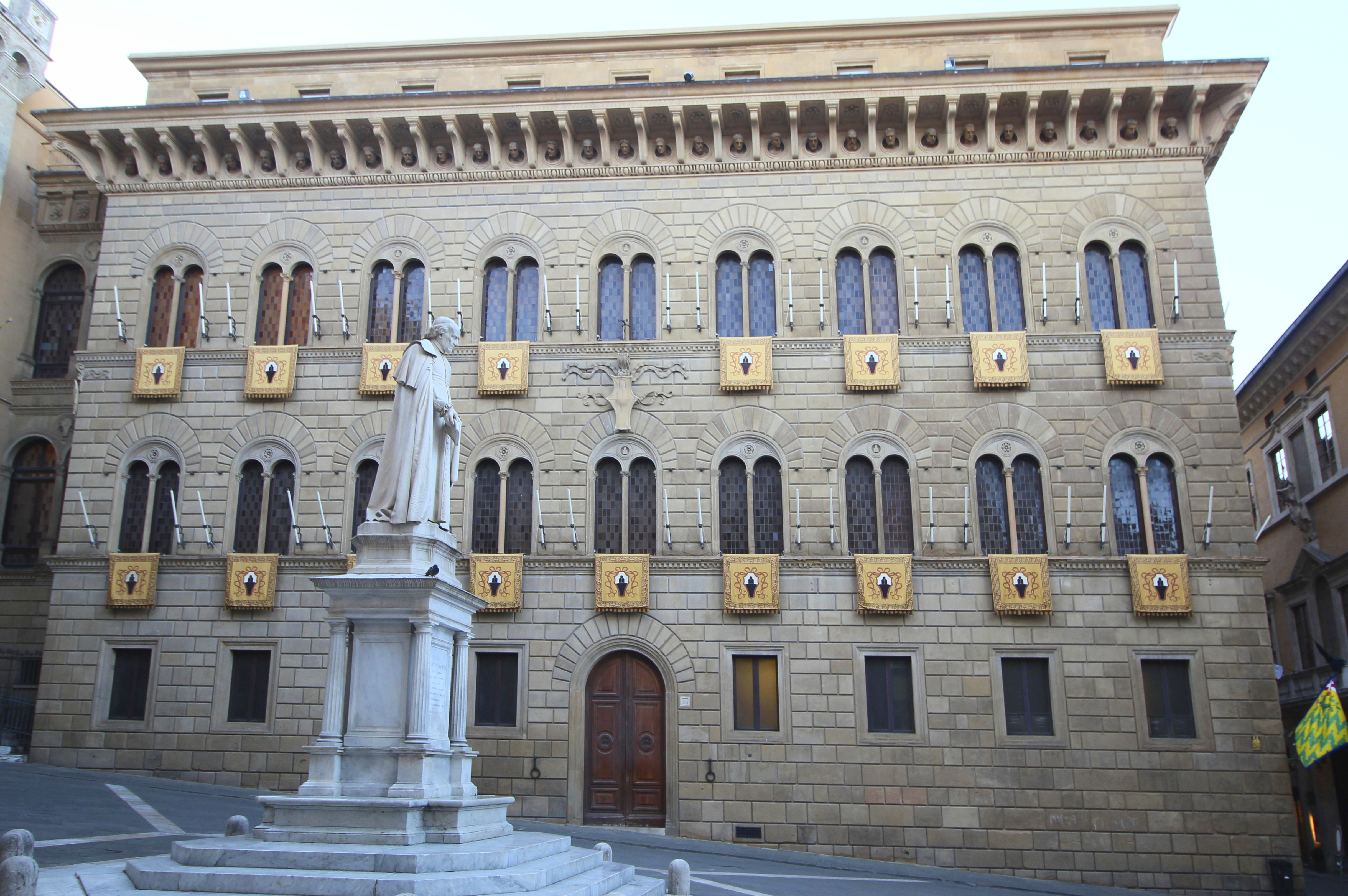
Der Palazzo Spannocchi in Siena

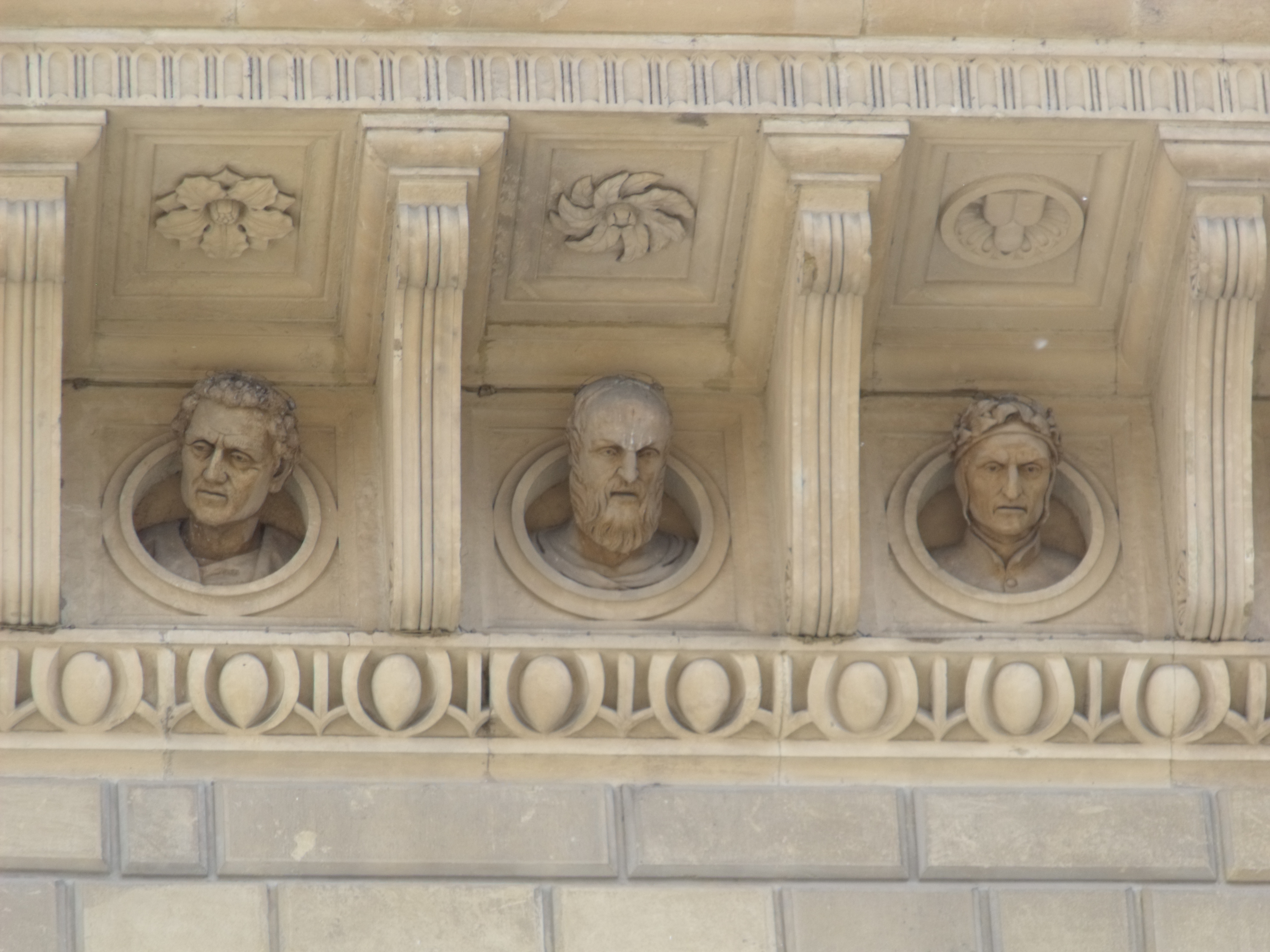
Detail des Palazzo Spannocchi in Siena

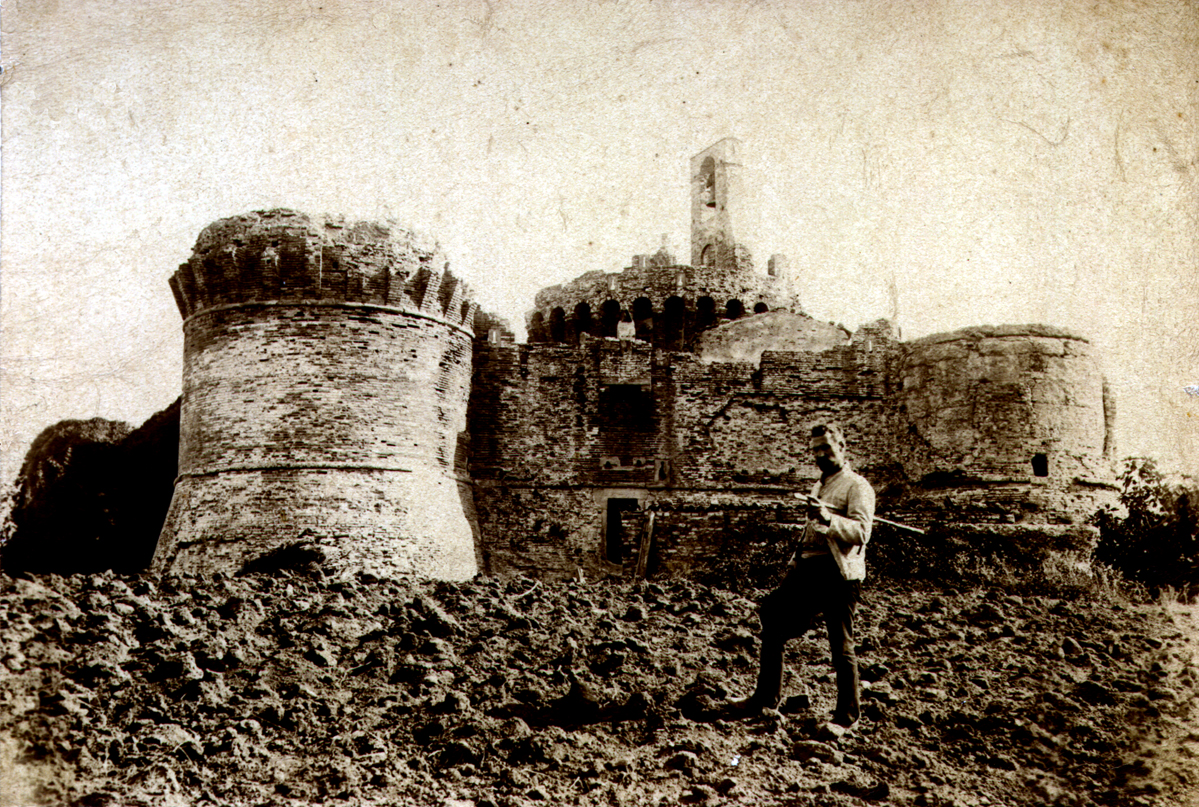
Historisches Bild der Rocca di Montepoggiolo in Castrocaro Terme e Terra del Sole

## Leben
Er wurde 1432 in Maiano nahe Fiesole bei Florenz als Giuliano di Leonardo (oder Nardo) d’Antonio geboren. Das Geburtsdatum gilt als gesichert, da er 1435 in den Dokumenten der Gemeinde als Dreijähriger verzeichnet wurde und sich 1480 als 48-jährig erklärte. Er wuchs zunächst in Maiano im Ortsteil San Martino auf als älterer Bruder des Benedetto da Maiano und des Giovanni da Maiano (auch als Giovanni I. da Maiano bezeichnet, * 1439; † 1478) sowie mit seinen drei Schwestern, Angelica, Costanza und Mechera (auch Domenica genannt). Sein Großvater war Antonio di Leonardo, seine Mutter hieß Diana und sein Vater Leonardo d’Antonio (auch Nardo d’Antonio genannt) war ein lokaler Schreiner. Um das Jahr 1440 oder kurz später zog die Familie mit den Brüdern des Vaters, Giovanni, Ottaviano und Leonardo d’Antonio, nach Florenz in die Via dell’Ariento nahe der Basilica di San Lorenzo di Firenze. 1454 heiratete er die vierzehnjährige Maddalena (Lena) Finiguerra, die Schwester von Maso Finiguerra, mit der er drei Töchter hatte (Francesca, Ginevra und Lucrezia). 1465 kaufte die Familie ein neues Anwesen in der Via San Gallo, ebenfalls in unmittelbarer Nähe von San Lorenzo. Landkäufe bei Prato fanden 1472, 1474 und 1477 statt. Er starb am 17. Oktober 1490 in Neapel und wurde in der Kirche Chiesa dei Santi Severino e Sossio in Neapel beerdigt. Sein heutiger Ruhm besteht hauptsächlich aus der Erwähnung in den Vite dei più eccellenti pittori, scultori e architetti des Giorgio Vasari, seinen Fertigkeiten als Dekorateur der Stilrichtung Intarsie, als Holzbauer und als Organisator, der die Fähigkeiten seiner Brüder und seiner Mitarbeiter wie Neri di Bicci koordinierte.

## Künstlerisches Wirken
Giuliano da Maiano genoss zuerst eine Ausbildung als Schreiner in der Werkstatt seines Vaters, die dieser mit seinem Bruder Ottaviano an der Ecke Via de’ Servi (heute Via dei Servi) und Via del Castellaccio in Florenz führte, dann lernte er Architektur bei Francione (geboren als Francesco di Giovanni, * um 1425 in Florenz; † 25. Juli 1495 ebd.), wo er die Techniken des Filippo Brunelleschi kennenlernte. Seit 1449 wurde er in der Zunft der Arte dei Maestri di pietra e legname (Stein- und Holzkunst) geführt. Mit Neri di Bicci begann er 1455 eine Zusammenarbeit, die achtzehn Jahre andauerte und die in den Ricordanze des Bicci ausführlich dokumentiert wurde. In den Jahren von 1460 bis 1468 arbeitete da Maiano am Dom von San Gimignano, wo er die Kathedrale ausbaute und die Cappella di Santa Fina errichtete. Von 1462 bis 1472 war er Hausarchitekt der Pazzi in Florenz. Für die Familie der Strozzi erweiterte er von 1462 bis 1465 das Erdgeschoss des Palazzo dello Strozzino, der von Michelozzo di Bartolommeo begonnen wurde. Neben Künstlern wie Francesco di Giorgio, Giuliano da Sangallo, Donato Bramante, Baccio Pontelli und Andrea Sansovino nahm er ab 1468 am Ausbau des Santuario della Santa Casa in Loreto teil.
Den Dom von Faenza begann da Maiano 1474; allerdings wurde der Dom erst 1515, also nach dem Tod des Giuliano, vollendet und erst 1581 konsekriert. Danach entwarf er in Recanati den Palazzo Venieri für den Kardinal Giacopo Antonio Venier. In Siena begann er am 15. März 1473 im Auftrag von Ambrogio Spannocchi den Palazzo Spannocchi (auch Palazzo Spannocchieschi genannt, ca. Anfang 1476 vollendet), einem Gebäude, das sich an den Palazzo Salimbeni rechtsseitig anschließt und welches heute von der Bank Monte dei Paschi di Siena genutzt wird.
Ab dem 2. April 1477 war er Dombaumeister der Kathedrale von Florenz, allerdings verlor er diesen Posten am 2. Mai 1488 durch zu häufige Abwesenheit an seinen Rivalen Giuliano da Sangallo. Bereits am 15. Dezember 1488 wurde er in seiner alten Funktion wieder eingesetzt, die er dann bis zu seinem Tode behielt.
Ab 1484 hielt sich Giuliano da Maiano auf Empfehlung von Lorenzo il Magnifico in Neapel auf, wo er von Alfons II. beauftragt wurde, in Sizilien die Villa in Poggioreale zu bauen. Zudem erbaute er in Neapel die Stadttore Porta Capuana und Porta Nolana und in der Chiesa di Sant’Anna dei Lombardi die Cappella Tolosa. Er starb 1490 in Neapel, wo er seine Werkstatt den Brüdern Ippolito (Polito) und Pietro del Donzello, beide aus Florenz, hinterließ.

## Werke (Auswahl)
- Arezzo, Chiesa di Santa Maria delle Grazie: Kreuzgang der Abtei
- Bibbiena, Santuario di Santa Maria del Sasso: Neubau des Sanktuariums, 1486 begonnen und ein Jahr später fertiggestellt.
- Bucine, Badia di San Pietro a Ruoti: Incoronazione della Vergine (Marienkrönung, 1472, mit Neri di Bicci)
- Castrocaro Terme e Terra del Sole, Rocca di Montepoggiolo: Ausbauarbeiten der Festung von 1482 bis 1490
- Faenza, Dom San Pietro Apostolo, ab 1474
- Florenz, Kathedrale von Florenz: Dekorazionen der Sakristei mit seinem Bruder Benedetto da Maiano (1463 bis 1465), Dombaumeister von 1477 bis 1490
- Florenz, Palazzo Antinori: Skulpturen und Dekorazionen (ca. 1458 bis 1461)
- Florenz, Palazzo Pazzi (Quaratesi): Skulpturen und Dekorazionen, Restrukturierung des Gebäudes (1462 bis 1472) sowie die Pazzi-Kapelle
- Florenz, Palazzo dello Strozzino: Dekorazionen und Fenstergestaltungen (Biforen, 1456)
- Florenz, Palazzo Vecchio: Skulpturen und Dekorazionen im
  - Sala del Consiglio (Dugento, Kassettendecken)
  - Sala dei Gigli
  - Sala dell’Udienza
- Loreto, Santuario della Santa Casa: Erweiterungsarbeiten und Ausbau mit Giuliano da Sangallo und weiteren.
- Neapel:
  - Chiesa di Sant’Anna dei Lombardi: Cappella Tolosa
  - Stadttore Porta Capuana und Porta Nolana
- Poggioreale: Villa di Poggioreale (zerstört)
- Pisa, Dom zu Pisa: Holzkonstruktion des Gerüstes des Kreuzes (1462 bis 1466)
- Prato, Dom von Prato: Madonna dell’Olivo (Tabernakel)
- Recanati: Palazzo Venieri, Portal von Sant'Agostino und San Domenico
- San Gimignano, Collegiata di Santa Maria Assunta (Dom von San Gimignano): Ausbau und Erweiterung 1460, Errichtung der Cappella di Santa Fina 1468
- Siena, Basilica di San Clemente in Santa Maria dei Servi: Errichtung des Dachstuhls, 1480
- Siena: Erstellung des Palazzo Spannocchi, 1475 erbaut
- Urbino, Palazzo Ducale: Teilnahme an der Konstruktion, zugeschrieben, 1476